# William Kipsang

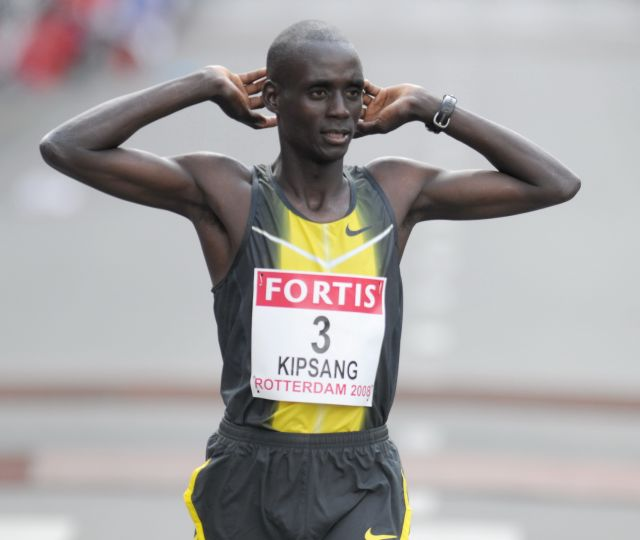
William Kipsang

William Rop Kipsang (* 26. Juni 1977) ist ein kenianischer Marathonläufer.
2003 siegte er beim Amsterdam-Marathon in 2:06:39 h und wurde im Jahr darauf an gleicher Stelle Zweiter.
2005 gewann er den Seoul International Marathon, bei dem er im Jahr zuvor Zweiter war. Beim New-York-City-Marathon 2006 belegte er den siebten Platz.
2007 wurde er Dritter beim Rotterdam-Marathon, und im Jahr darauf stellte er ebendort mit 2:05:49 einen Streckenrekord auf.
2013 gewann er den Beirut-Marathon in 2:13:34 Stunden.